# Nathan Fillion

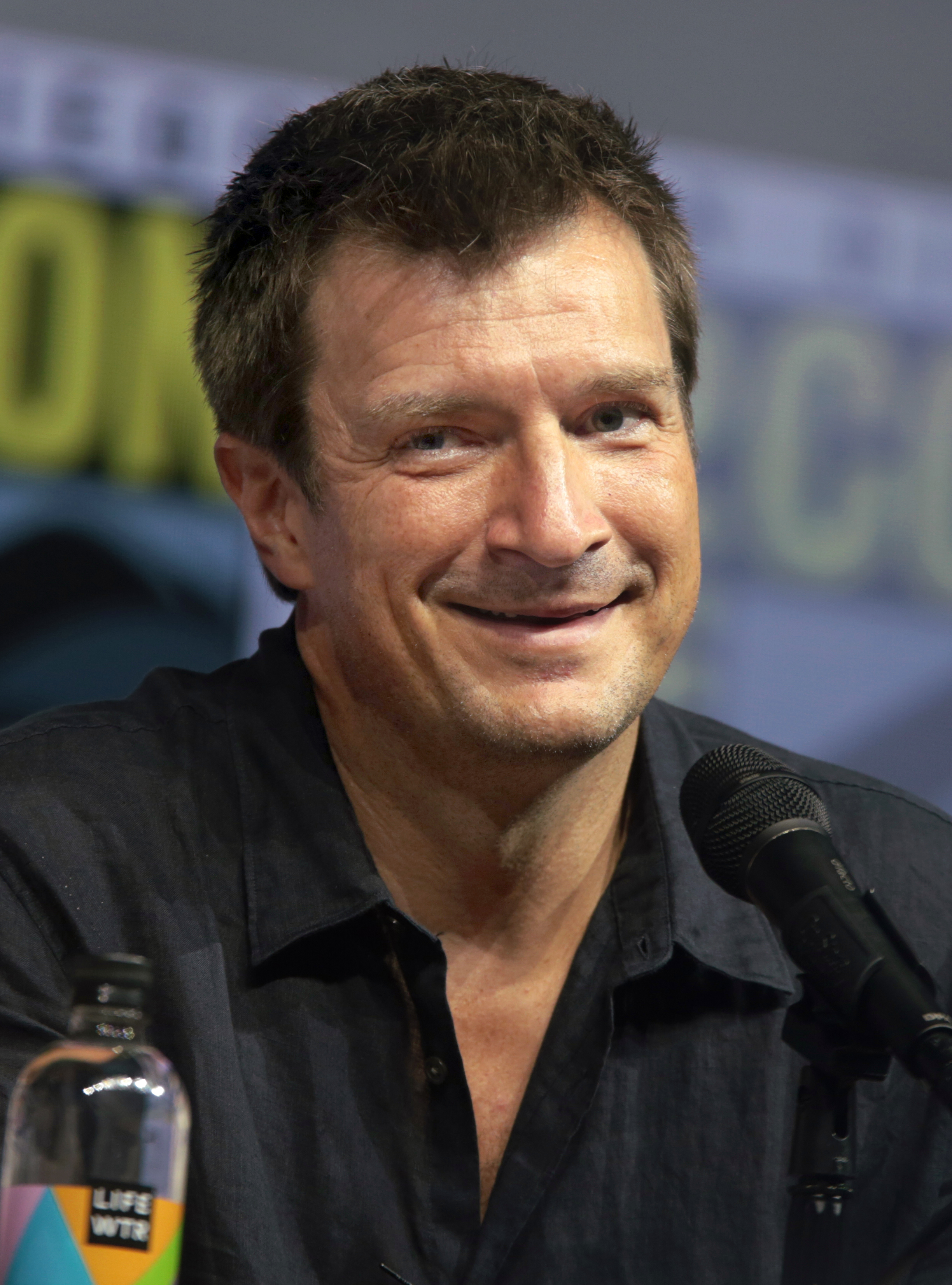
Nathan Fillion, 2018

Nathan Fillion (* 27. März 1971 in Edmonton, Alberta) ist ein kanadisch-US-amerikanischer Schauspieler. Zu seinen bekanntesten Rollen zählt die des Malcolm Reynolds, die er in der Serie Firefly – Der Aufbruch der Serenity und dem Film Serenity – Flucht in neue Welten verkörperte. Von 2009 bis 2016 spielte er die titelgebende Hauptrolle in der Krimiserie Castle. Seit 2018 ist er als John Nolan in der Polizeiserie The Rookie zu sehen.

## Leben und Karriere
Fillion wurde 1971 im kanadischen Edmonton geboren. Seine Eltern sind Englischlehrer und sein älterer Bruder Direktor einer Highschool. Ursprünglich war es auch Fillions Plan, Englisch auf Lehramt zu studieren. Er entschied sich dann jedoch für Kunst und Schauspiel mit dem Ziel, Schauspiellehrer zu werden. Den Entschluss, selbst Schauspieler zu werden, fasste er erst, als er begann, in Theaterstücken mitzuwirken, um sein Studium zu finanzieren.
Nachdem er in Kanada zunächst in weniger beachteten Fernseh-, Filmproduktionen und Theaterstücken mitgewirkt hatte, zog Fillion 1994 nach New York City, wo er eine Rolle in der Endlosseifenoper Liebe, Lüge, Leidenschaft übernahm. 1996 erhielt er dafür mit 25 Jahren einen Daytime Emmy Award in der Kategorie Outstanding Younger Actor. Ein Jahr später verließ er die Serie, um sich anderen Projekten zu widmen. Er zog nach Los Angeles und spielte von der zweiten bis zur vierten Staffel der Sitcom Ein Trio zum Anbeißen eine der Hauptrollen neben Ryan Reynolds und Traylor Howard.
Ein größeres Kinopublikum erreichte er erstmals 1998 als Private James Frederick Ryan in Steven Spielbergs Der Soldat James Ryan. Außerdem spielte er in Filmen wie Eve und der letzte Gentleman und Wes Craven präsentiert Dracula mit. Zu seinem endgültigen Durchbruch verhalf ihm Joss Whedon, der ihm eine Hauptrolle in der Serie Firefly verschaffte. Laut eigener Aussage würde Fillion sofort wieder in seine Lieblingsrolle des Raumschiffcaptains Malcolm Reynolds schlüpfen. In einem Interview der Entertainment Weekly sagte er: „Wenn ich in der kalifornischen Lotterie 300 Millionen Dollar gewinnen würde, wäre das Erste, was ich machen würde, mir die Rechte an Firefly zu sichern. Und dann würde ich es fortsetzen und übers Internet senden.“ Whedon verdankte er ebenfalls die zentrale Rolle als Helfer des Bösen in der finalen Buffy-Staffel. 2003 war Fillion neben Alicia Silverstone und Ryan O’Neal in sechs Folgen der Serie Kate Fox & die Liebe zu sehen. Seine Rolle des Malcolm Reynolds aus Firefly übernahm er 2005 erneut in dem Kinofilm Serenity – Flucht in neue Welten. 2007 war er in der Hauptrolle der Miniserie Drive zu sehen. Von 2007 bis 2008 hatte er einen längeren Handlungsbogen in der Serie Desperate Housewives in der Rolle des Gynäkologen Dr. Adam Mayfair. Zu einer erneuten Zusammenarbeit zwischen Fillion und Whedon kam es 2008 in der Mini-Web-Musicalserie Dr. Horrible’s Sing-Along Blog, die 2009 mit dem People’s Choice Award ausgezeichnet wurde.
Von 2009 bis 2016 spielte er die Hauptrolle des Richard Castle in der gleichnamigen Krimiserie Castle. Seit 2018 spielt er die Hauptrolle des John Nolan in der Polizeiserie The Rookie.  2021 war Fillion im Actionfilm The Suicide Squad zu sehen. 2023 arbeitete er in Guardians of the Galaxy Vol. 3 wieder mit James Gunn zusammen.
2024 gründete Fillion zusammen mit seiner Managerin Michelle Chapman und Josh Levy die Produktionsfirma Collision33, die mit Lionsgate zusammenarbeitet.
Ende Mai 2025 erhielt Fillion einen Ehrendoktortitel der Concordia University of Edmonton für sein künstlerisches Schaffen und sein soziales Engagement.

## Persönliches
In den 1990er Jahren war Fillion mit der US-amerikanischen Schauspielerin Vanessa Marcil verlobt, mit der er noch heute befreundet ist. Ab 2009 war er mit der kanadischen Schauspielerin Kate Luyben zusammen. 2013 zeigte er sich mit Mikaela Hoover als neuer Freundin. Seit 2015 ist er mit Krista Allen liiert.
Fillion behauptet, ein Nachfahre von General Jubal Anderson Early zu sein, einem Generalleutnant in der Konföderiertenarmee während des Amerikanischen Bürgerkriegs. Als Joss Whedon davon erfuhr, benannte er eine Figur in seiner Serie Firefly nach ihm. Seit 1997 hat Fillion die US-amerikanische Staatsbürgerschaft.
Nathan Fillion ist seit 1977 aus unbekannten Gründen auf dem linken Ohr taub.

## Filmografie (Auswahl)

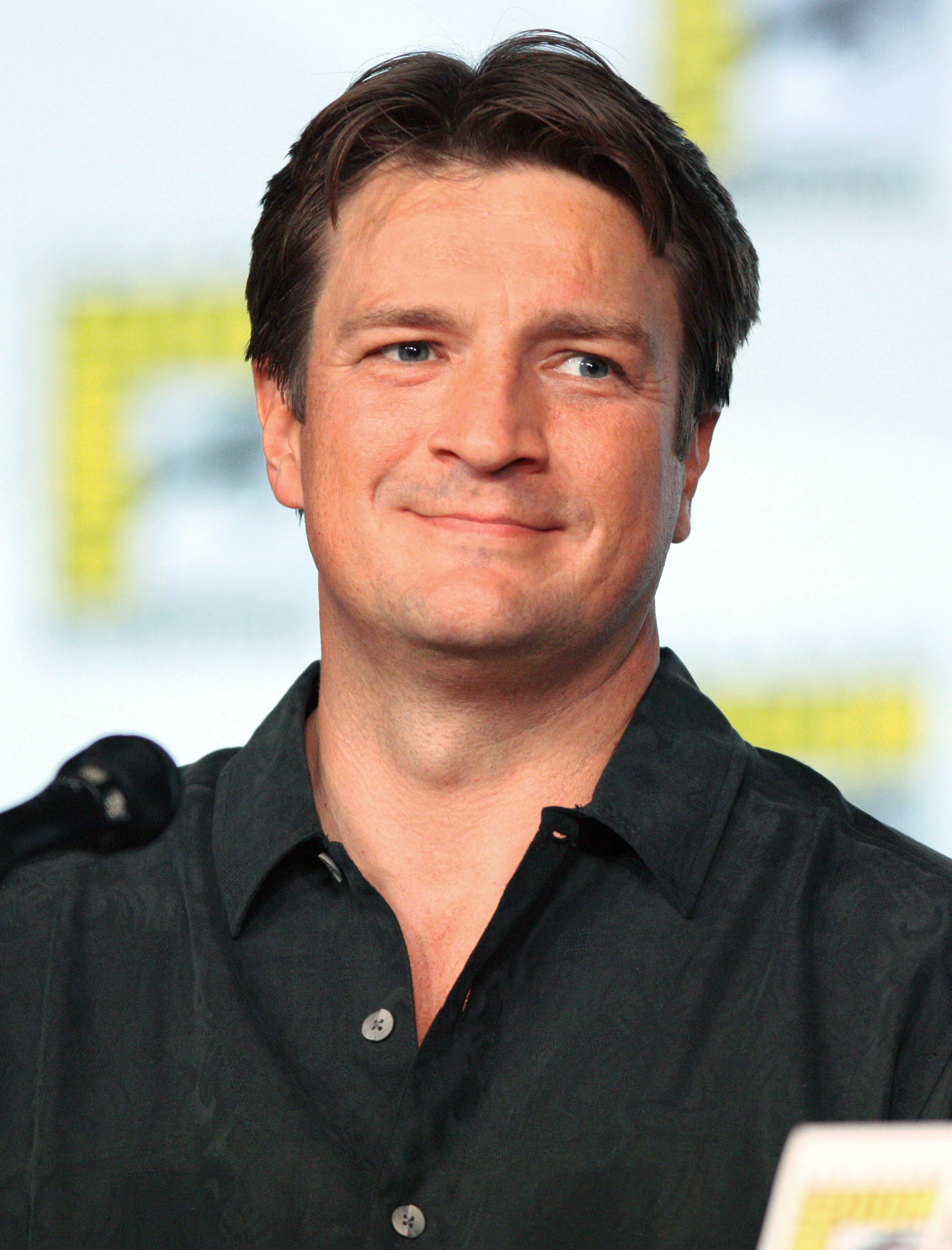
Nathan Fillion, 2012

### Filme
- 1993: Absturz in die weiße Hölle (Ordeal in the Arctic, Fernsehfilm)
- 1994: Strange and Rich
- 1998: Der Soldat James Ryan (Saving Private Ryan)
- 1999: Eve und der letzte Gentleman (Blast from the Past)
- 2000: Wes Craven präsentiert Dracula (Dracula 2000)
- 2003: Wicked Game – Ein böses Spiel (Water’s Edge)
- 2004: Hollywood Division (Fernsehfilm)
- 2005: Serenity – Flucht in neue Welten (Serenity)
- 2006: Slither – Voll auf den Schleim gegangen (Slither)
- 2007: White Noise: Fürchte das Licht (White Noise 2: The Light)
- 2007: Jennas Kuchen – Für Liebe gibt es kein Rezept (Waitress)
- 2010: Super – Shut Up, Crime! (Super)
- 2012: Viel Lärm um nichts (Much Ado About Nothing)
- 2013: Percy Jackson – Im Bann des Zyklopen (Percy Jackson: Sea of Monsters)
- 2014: Guardians of the Galaxy (Stimme)
- 2016: Deadpool (Cameo, gelöschte Szenen)
- 2018: Nomis – Die Nacht des Jägers (Night Hunter)
- 2021: The Suicide Squad
- 2021: Everything I Ever Wanted to Tell My Daughter About Men
- 2023: Guardians of the Galaxy Vol. 3
- 2024: Deadpool & Wolverine
- 2025: Superman

### Serien
- 1994–1997, 2007: Liebe, Lüge, Leidenschaft (One Life to Live, Seifenoper)
- 1996: Chaos City (Spin City, Episode 1x06)
- 1998–2001: Ein Trio zum Anbeißen (Two Guys, a Girl and a Pizza Place / Two Guys and a Girl, 60 Episoden)
- 1999: Outer Limits – Die unbekannte Dimension (The Outer Limits, Episode 5x21)
- 2002–2003: Firefly – Der Aufbruch der Serenity (Firefly, 14 Episoden)
- 2003: Kate Fox & die Liebe (Miss Match, 6 Episoden)
- 2003: Buffy – Im Bann der Dämonen (Buffy, 5 Episoden 7x18 – 7x22)
- 2005: Das Geheimnis von Pasadena (Pasadena, 3 Episoden)
- 2006: Lost (Episode 3x06 Ja, ich will)
- 2007: Drive (Miniserie)
- 2007–2008: Desperate Housewives (11 Episoden)
- 2008: Dr. Horrible’s Sing-Along Blog (Webserie)
- 2009–2016: Castle (173 Episoden)
- 2011: The Guild (Webserie, 2 Episoden)
- 2014–2015: Community (Episoden 5x06 Kork-basierte Netzwerktechnik, 6x01 Der Leitern-Professor)
- 2015: The Big Bang Theory (Episode 8x15 Ein Prosit auf Mrs. Wolowitz)
- 2015–2017: Con Man (Webserie, 25 Episoden)
- 2016–2018: Modern Family (7 Episoden)
- 2017–2025: Big Mouth (Fernsehserie, Sprechrolle)
- 2017–2018: Santa Clarita Diet (4 Episoden)
- 2017: Brooklyn Nine-Nine (Episode 4x14 Irgendwann knicken sie immer ein)
- 2018: Eine Reihe betrüblicher Ereignisse (A Series of Unfortunate Events, 9 Episoden)
- 2018: American Housewife (2 Episoden)
- seit 2018: The Rookie
- seit 2021: Resident Alien (Stimme des Oktopus 42)
- 2022–2023: The Rookie: Feds (Episoden 1x01 und 1x10)
- 2022–2025: The Recruit (5 Episoden)

### Synchronsprecher
- 2007: Halo 3 (Stimme von Gunnery Sergeant Reynolds)
- 2007, 2009: Robot Chicken
- 2009: Wonder Woman (Stimme von Steve Trevor)
- 2009: Halo 3: ODST (Stimme von Gunnery Sergeant Edward Buck)
- 2010: Halo: Reach (Level New Alexandria, Stimme von Gunnery Sergeant Edward Buck)
- 2012: American Dad (Episoden 8x16 Reine Nierensache und 9x01 Wie eine zweite Haut)
- 2012: Justice League: Doom (Stimme von Green Lantern)
- 2013: Die Monster Uni (Monsters University, Stimme von Johnny)
- 2013: Justice League: The Flashpoint Paradox (Stimme von Green Lantern)
- 2014–2016: Willkommen in Gravity Falls (Gravity Falls, 4 Episoden: 2x03, 2x10, 2x18, 2x20, Stimme von Preston Northwest)
- 2015: Destiny (Stimme von Cayde-6)
- 2015: Halo 5: Guardians (Stimme von Spartan Edward Buck)
- 2017: Rick and Morty (Stimme von Cornvelious Daniel)
- 2017: Cars 3: Evolution (Cars 3, Stimme von Sterling)
- 2017: Destiny 2 (Stimme von Cayde-6)
- 2021: Marvel’s M.O.D.O.K. (Episoden 1x07 und 1x09, Stimme von Simon Williams / Wonder Man)
- 2023: Marvel’s Spider-Man 2 (Videospiel)

## Auszeichnungen (Auswahl)
Nathan Fillion hat 13 Filmpreise gewonnen und wurde für 21 weitere nominiert.
- 1996: Daytime Emmy Award in der Kategorie Outstanding Younger Actor
- 2012: People’s Choice Award in der Kategorie Favorite TV Drama Actor
- 2013: People’s Choice Award in der Kategorie Favorite TV Drama Actor
- 2015: People’s Choice Award in der Kategorie Favorite Crime Drama TV Actor
- 2016: People’s Choice Award in der Kategorie Favorite Crime Drama TV Actor